# Hugues Navez
Pour les articles homonymes, voir Navez.
 (janvier 2012).
Si vous disposez d'ouvrages ou d'articles de référence ou si vous connaissez des sites web de qualité traitant du thème abordé ici, merci de compléter l'article en donnant les références utiles à sa vérifiabilité et en les liant à la section « Notes et références ».
Hugues Navez est un guitariste et un pédagogue belge, né à Bruxelles.

## Biographie
Il entreprend l’étude de la guitare dès l’âge de 9 ans avec Hélène Louvrier à l’Académie de Molenbeek-Saint-Jean (Bruxelles), puis avec Jean-Philippe Gruneissen à l’Académie de Mouscron et obtient en 1981 la Médaille du Gouvernement belge.
Formé au conservatoire à rayonnement régional de Lille par Jean-Philippe Gruneissen, au Conservatoire royal de Bruxelles par Ilse et Nicolas Alfonso ainsi qu’au Conservatoire national supérieur de musique et de danse de Paris par Alexandre Lagoya et par Carel Harms.
Il a suivi les masterclasses de Carel Harms, d’Alexandre Lagoya, d’Ako Ito, d’Henri Dorigny et de Peter McCutcheon à l’Académie internationale d’Été de Nice ; celles de Léo Brouwer, de Sharon Isbin, de Costas Cotsiolis, de Kai Nieminen et d’Ichiro Suzuki en Finlande ; celles de Fritz Buss à Anvers et de Konrad Junghänel à Paris[réf. nécessaire].
Il donne de multiples concerts et récitals, et prend part à nombre d’émissions de radio et de télévision : Union européenne, Suisse, Turquie, Chypre, Maroc, Tunisie, Égypte, Congo, Sénégal, New-York, Canada, Brésil, Venezuela, Chine…[réf. nécessaire]
Il participe régulièrement à des festivals parmi lesquels le Festival d’Été de Bruxelles, le Festival du Jeune Soliste d’Antibes (avec l’Orchestre philharmonique de Monte-Carlo dirigé par Lawrence Foster), le Festival de l’Université fédérale de Rio de Janeiro, le Festival international de danse et de théâtre de Caracas, le Festival des grands crus de Bourgogne, les Nuits de Beloeil, les Flâneries musicales de Reims en soliste ou en compagnie de partenaires : la violoniste Lola Bobesco ; les flûtistes Maxence Larrieu, Marc Grauwels et Denis-Pierre Gustin ; les récitants Suzanne Philippe, Raoul de Manez et Charles Kleinberg ; la harpiste Susanna Mildonian, les Orchestres philharmoniques de la Radio Télévision belge (RTBF - sous la direction d’André Vandernoot - et BRT), le Quatuor à cordes de l’Opéra royal de la Monnaie, le Quatuor Momentum, l’Orchestre de Chambre National de Toulouse, la compagnie américano-suisse de danse Dance Music Light, le baryton Richard Rittelmann...[réf. nécessaire]
Hugues Navez est également lauréat du Yehudi Menuhin’s Live Music Now - Fondation Menuhin[réf. nécessaire].
En 1988 il crée “12 European Guitar Recitals” (12 compositeurs - 12 pays) sous le haut patronage de Carlo Ripa di Meana, Commissaire européen pour la Culture. Cette initiative lui vaut, la même année, le Prix européen Émile Noël de l’Union européenne, décerné pour la première et unique fois à un artiste[réf. nécessaire].
Le 21 juillet 1991, lors du concert de clôture « Apohéose » des Fêtes Royales célébrant le 60e anniversaire du Roi Baudouin et ses quarante années de règne[réf. nécessaire], il se produit avec le Brussels Guitar Quartet et l’Orchestre symphonique de la Radio Télévision belge (BRT) sur le site du Heysel, au pied de l’Atomium, en présence de la famille royale et de la presse internationale.
L’Union européenne invite le duo qu’il forme avec la harpiste Susanna Mildonian en septembre 1992 dans le cadre de l’exposition universelle de Séville et en décembre 2001, au parc du Cinquantenaire, lors des festivités organisées pour célébrer l’arrivée de la monnaie unique européenne.
La télévision belge (RTBF) l’a régulièrement convié à siéger comme membre du jury des concours télévisés Jeunes Solistes et Jeunes Musiciens.
Il donne de nombreuses masterclasses lors de ses tournées et dans le cadre des échanges européens Erasmus : Université fédérale de Rio, Conservatoire central de Pékin, Conservatoire national supérieur de musique et de danse de Paris, Conservatoires de Shanghai, Dakar, Budapest, École Britten en France...[réf. nécessaire]
En 1993 il fonde les masterclasses d’été et le festival de l’International Summer Academy of Belgium, à l’abbaye de Floreffe. Il en assure la direction artistique et y enseigne la guitare jusqu’à la clôture de cette manifestation en 2001[réf. nécessaire].
Depuis 1999, Hugues Navez est le professeur titulaire de la classe de guitare du Conservatoire royal de Bruxelles - École supérieure des Arts.
L'instrument de prédilection de Hugues Navez est la guitare à 10 cordes.
Il a actuellement 5 CD à son actif.
Chaque année il est professeur aux masterclasses de guitare de Bruxelles (stages d’hiver et d’été).
En 2007, la Commission du Patrimoine du Conservatoire royal de Bruxelles lui décerne le Prix Frères Darche qui récompense sa carrière artistique et son dévouement qui honorent l’établissement[réf. nécessaire].
À l’invitation de la Fédération Wallonie-Bruxelles et de l’Union européenne, il effectue en septembre 2010 une tournée en Chine, où il se produit et donne des masterclasses à Pékin et à Shanghai dans le cadre de l’Exposition universelle.
Il a fondé le Brussels International Guitar Festival (Festival international de guitare à Bruxelles), unique événement annuel consacré à la guitare à Bruxelles.